# Viljem Urbas
Viljem Urbas, slovenski etnolog, naravoslovec in publicist, * 14. julij 1831, Ljubljana, † 15. november 1900, Gradec.

## Življenje in delo
Bil je nezakonski otrok služkinje Marije Urbas. Ljudsko šolo in gimnazijo je obiskoval v Ljubljani, kjer je 1851 maturiral. Kaj in kje je študiral ni znano, v letih 1853–1856 je bil v licejski knjižnici naslednik J. Kosmača, bil na lastno prošnjo razrešen, od 1857 je učil na Mahrovi trgovski šoli, 1867 je bil uradno potrjen za profesorja v Gorici kjer je poučeval nemščino, francoščino in slovenščino (1868-1871), nato je učil na višji realki v Trstu nemščino, zemljepis, zgodovino, matematiko, včasih tudi slovenščino (1872–1897). V letih 1873 do 1892 je bil član Deutsch. u. Österr. AlpenVereina v Trstu (imel 10 predavanj); 1875–1883 je bil zunanji član odbora Slovenske matice in odseka za knjige, 1877 imenovan za začasnega okrajnega šolskega nadzornika za koprski in poreški okraj. Po upokojitvi leta 1897 se je preselil v Gradec in tu poučeval na privatni gimnaziji v glavnem iste predmete kot v Trstu.
Urbas je pisal članke 50 let, doslej znanih pa je 21 bibliografskih enot. Ne glede na njihovo veliko raznovrstnost z današnjega vidika (jezikovna metodika, folkloristika, primerjalna književnost, etnologija, geografija, kulturna zgodovina) je njegovo pisanje v vseh prispevkih strokovno resno in odgovorno, s suverenim poznavanjem predmeta in literature o njem, ki jo je vedno kritično upošteval. Njegovi nemško pisani prispevki kažejo, da je za Slovence deloval predvsem strokovno (proučeval je tudi socialno kulturo pri Slovencih), ni pa doslej nikakršnih podatkov, da bi tudi družbeno–politično aktiven. Prav njegovi etnološki prispevki so najpomembnejši in kažejo, da se je realistična smer slovenske etnološke misli začela z Urbasom že 25 let pred M. Murkom.